# خاکشی
خاکشی (نام عمومی: Flixweed / نام علمی: Descurainia sophia)، که با نام خاکشیر نیز شناخته می‌شود، گیاهی یکساله یا دو ساله و از تیره شب‌بویان است.
خاکشی در دشت و کوهستان می‌روید و بلندی ساقه آن تا یک متر نیز می‌رسد. گل ها ریز و زردرنگ هستند و گل آذین به صورت خوشه است.
پایین گیاه کرک‌دار و بالای آن بدون کرک است.
بذر این گیاه همان خاکشیر است، که ریز و کمی دراز است، و معمولاً به دو رنگ قرمز با طعم کمی تلخ و قرمز تیره در داخل غلاف (خورجین) قرار گرفته است.

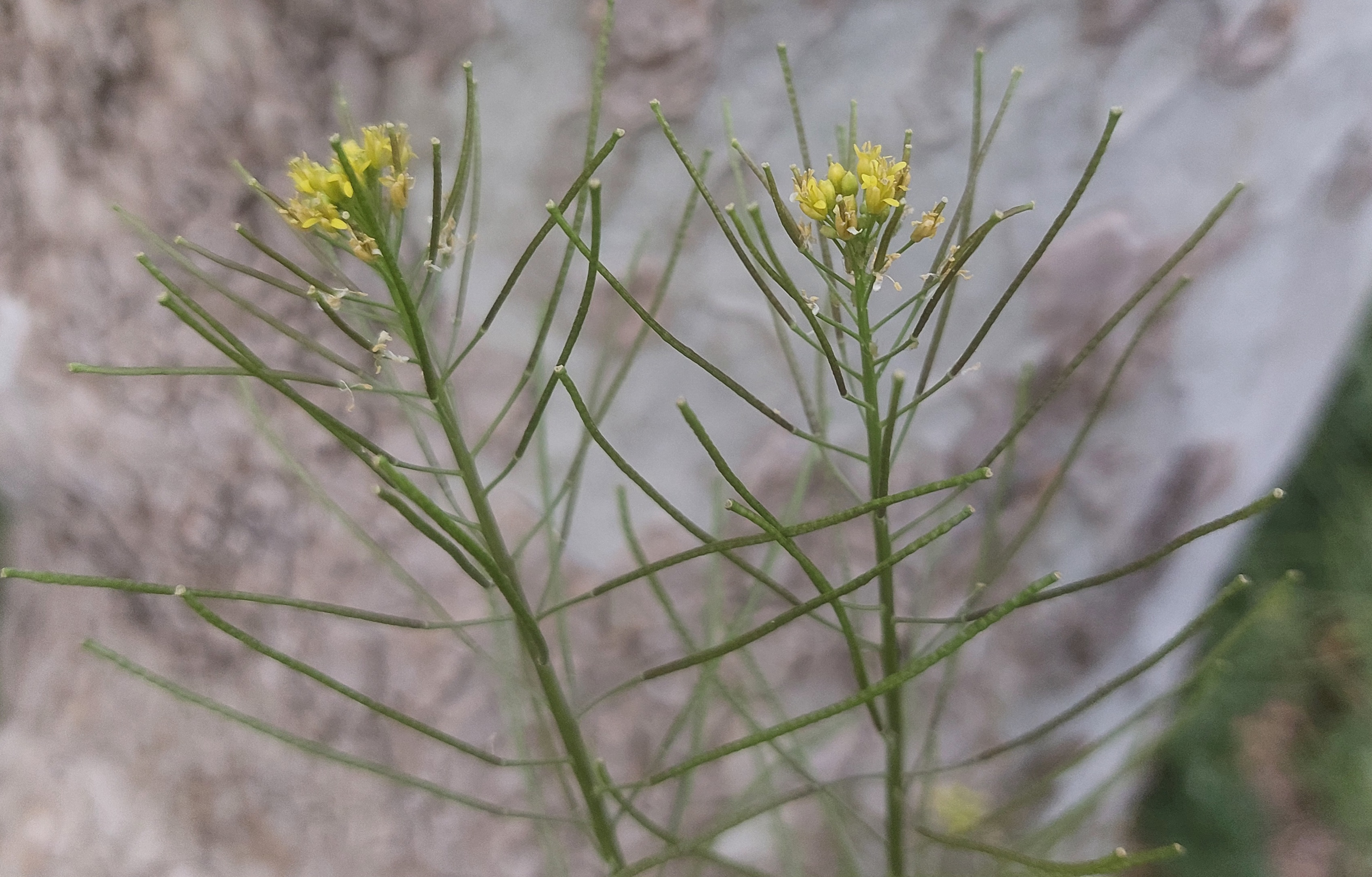
گیاه خاکشیر

## ترکیبات شیمیایی
خاکشی دارای تعدادی اسید چرب، مانند اسید لینوئیک، اسید لینولنیک، اسید اولئیک، اسید پالمتیک و اسید استئاریک است. همچنین که در آن اسانس روغن فرّاری وجود دارد که دارای مواد بنزیل و ایزوسیانات است.

## علف هرز یا محصول صادراتی
در صورتی که خاکشی در باغ‌ها به صورت خودرو سبز شده باشد، علف هرز محسوب شده و ریشه‌کن می‌شود. ضمن اینکه دام هم علاقه‌ای به این گیاه ندارد، و این یعنی خاکشی از علوفه دامی به حساب نمی‌آید.
صادرات خاکشیر ایران در سال ۲۰۱۸، حدود ۴٫۵ میلیون دلار و به مقاصد عمده شامل کشورهای پاکستان، امارات متحده عربی، عراق، آلمان، هند، اتریش و فرانسه بوده‌است.

## نگارخانه

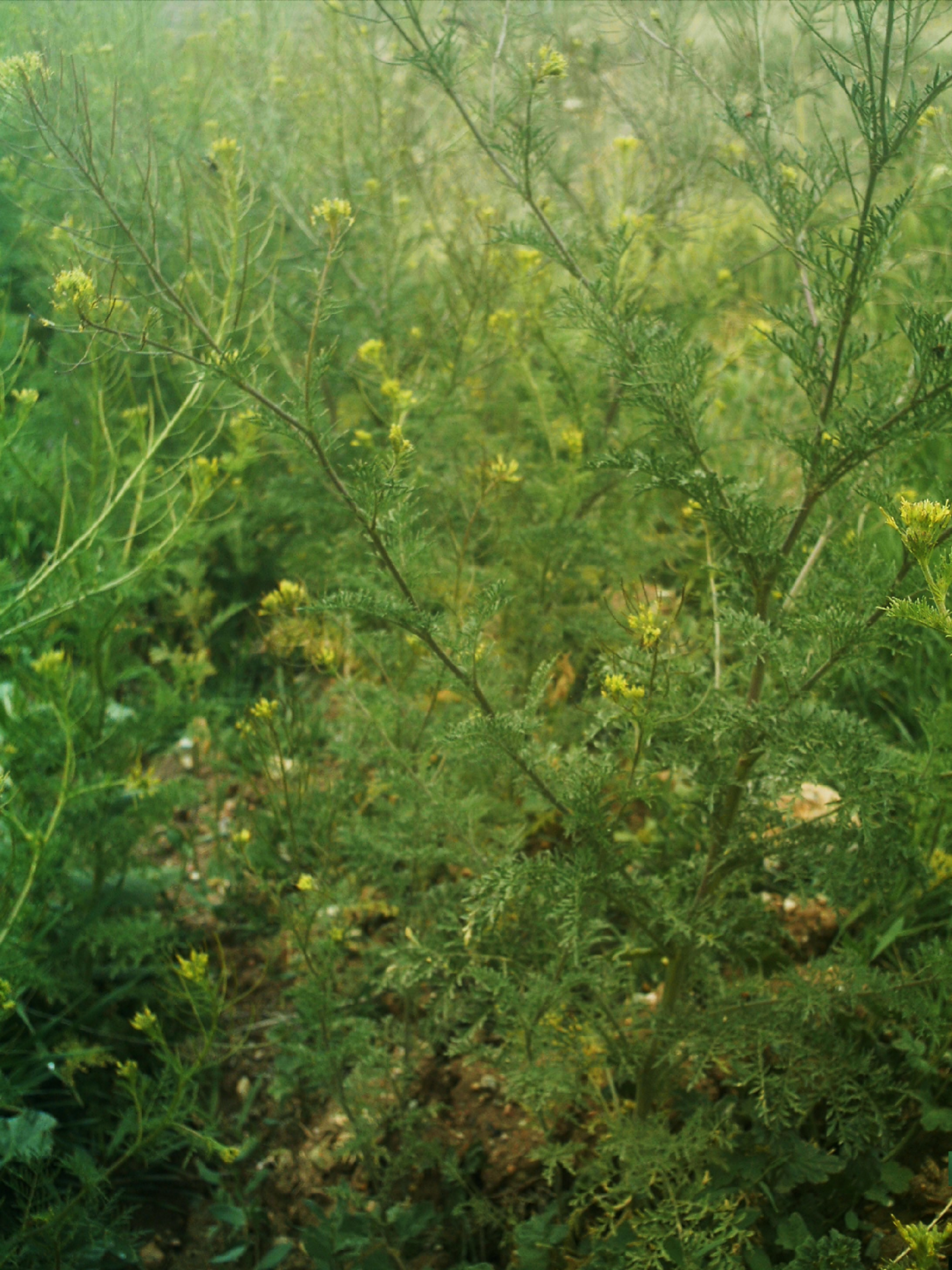
چند بوته خاکشی
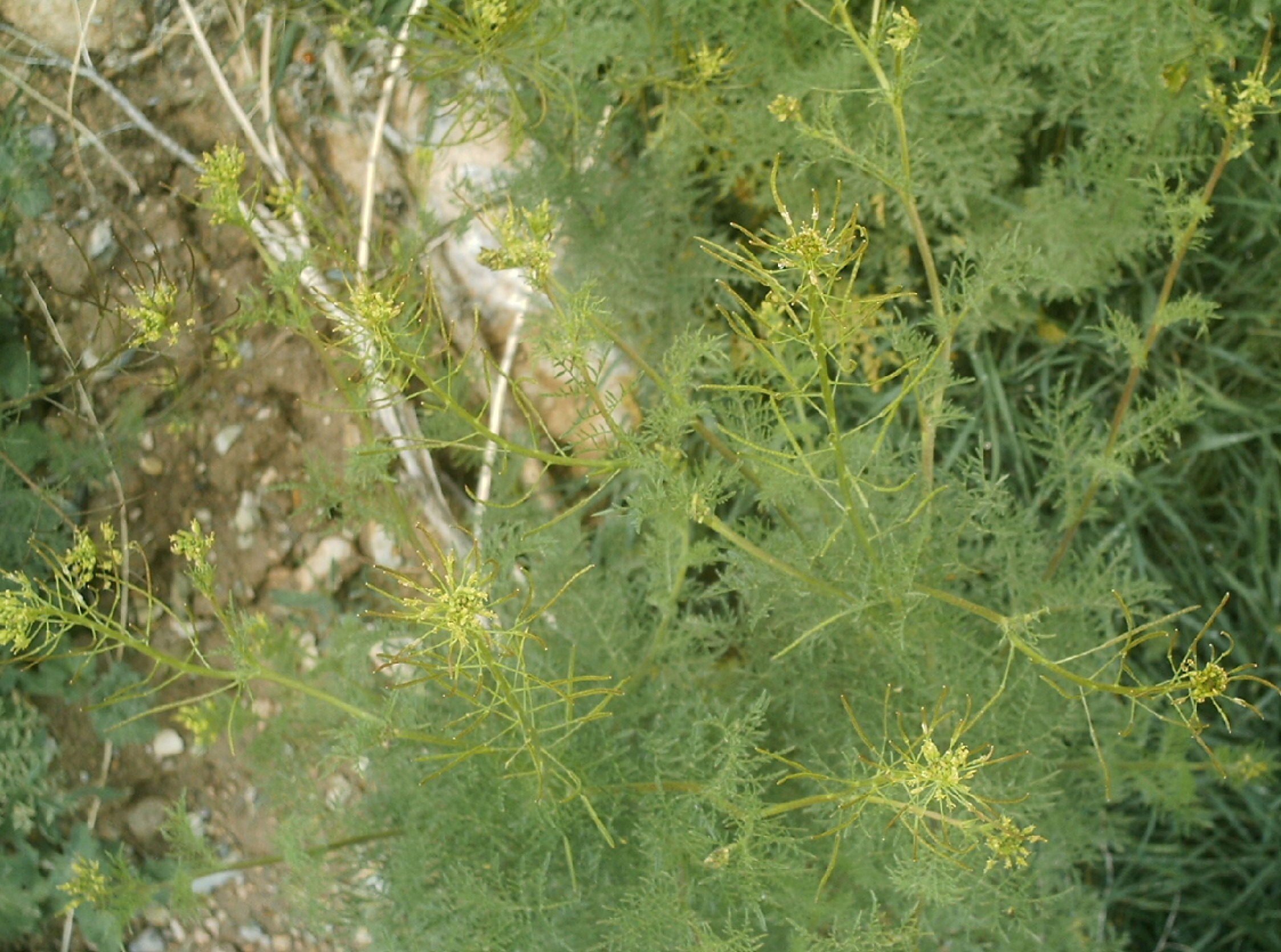
خاکشی (عکس از بالا)
نمای نزدیک (Macro) از خاکشیر
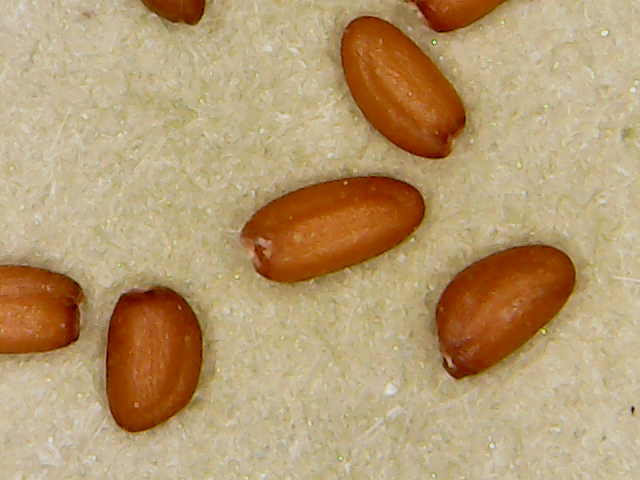
دانه‌های خاکشیر زیر میکروسکوپ
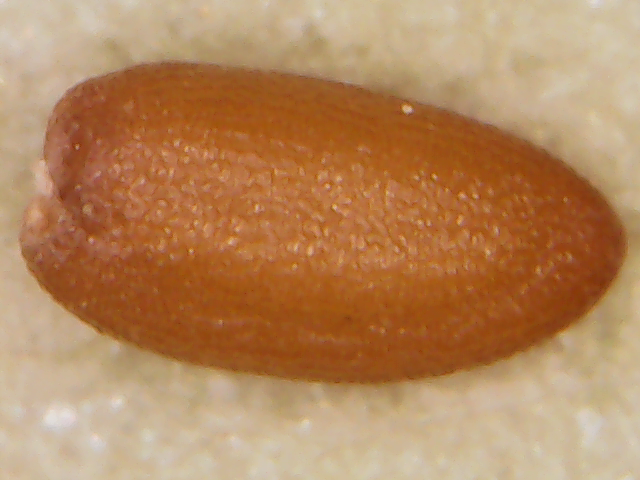
دانه خاکشیر، زیر میکروسکوپ